# Maison natale de Đorđe Natošević
La maison natale de Đorđe Natošević (en serbe cyrillique : Родна кућа Ђорђа Натошевића ; en serbe latin : Rodna kuća Đorđa Natoševića) se trouve à Stari Slankamen, dans la province de Voïvodine et dans la municipalité d'Inđija, en Serbie. Elle est inscrite sur la liste des monuments culturels de grande importance de la république de Serbie (identifiant no SK 1286).

## Présentation

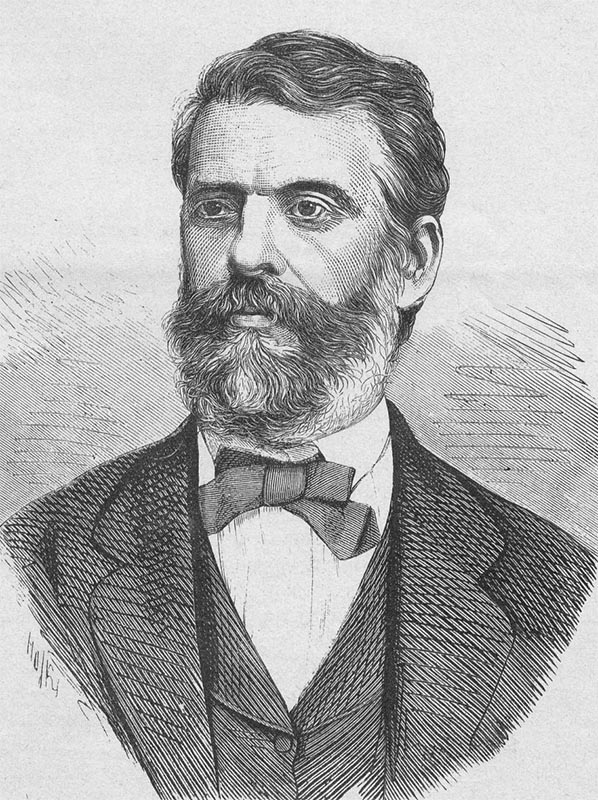
Đorđe Natošević

La maison, située sur une hauteur dominant le Danube, a vraisemblablement été construite au début du XIXe siècle. De plan presque carré, elle est constituée d'un simple rez-de-chaussée, avec des façades simples, dépourvues de décoration ; la façade sur rue est dominée par un très grand pignon encadré de plâtre profilé. Une corniche court le long de toutes les façades.
L'importance de la maison tient au fait qu'elle a vu naître le médecin et pédagogue Đorđe Natošević (1821-1887). Après des études à Vienne, en 1853, Natošević est devenu professeur au lycée serbe de Novi Sad dont il est par la suite devenu le directeur ; grâce à ses efforts et à son travail, il a créé plusieurs écoles serbes en Syrmie, des écoles de professeurs à Pakrac et Karlovac, ainsi que des écoles de jeunes filles à Novi Sad, Pančevo et Sombor. Il a beaucoup écrit dans les journaux serbes, des articles de médecine, d'hygiène, de physique, de chimie et d'autres sciences naturelles, ainsi que des articles d'histoire, de géographie et d'économie. Il est devenu l'un des premiers membres de la section de littérature de la Matica srpska de Novid Sad et, en 1881, il est devenu le président de cette institution, fonction qu'il a exercée jusqu'à sa mort.